# Deportivo Toluca Fútbol Club
El Deportivo Toluca Fútbol Club S.A. de C.V., también conocido como Club Deportivo Toluca, es un equipo de fútbol profesional que actualmente participa en la Primera División de México. Fue fundado oficialmente el 12 de febrero de 1917 por un patronato encabezado por los hermanos Manuel y Francisco Henkel Bross, y Román Ferrat Alday. Su sede se encuentra ubicada en la ciudad de Toluca, Estado de México, jugando sus partidos como local en el Estadio Nemesio Díez, también conocido como «La Bombonera».
A lo largo de la historia del fútbol mexicano, el Deportivo Toluca se ha convertido en el tercer equipo de fútbol con más campeonatos ganados en la Primera División de México, con un total de 11 títulos, quedando detrás del Club América con 16 y del Club Deportivo Guadalajara con 12. Desde la instauración de los torneos cortos en 1996, y a lo largo de su historia, el Deportivo Toluca ha ganado también diversos títulos nacionales e internacionales tales como la Copa México en 2 ocasiones, el Campeón de Campeones en 5, la Copa de Campeones de la Concacaf en 2, lo que se suma a los títulos obtenidos en su etapa amateur como el Campeonato Estatal Mexiquense que logró en 14 ocasiones.
Por otra parte, a pesar de ser uno de los equipos más antiguos de México, con más de cien años de historia, la era profesional para Toluca comenzó en 1950, es decir, 33 años después de su fundación, convirtiéndose en uno de los equipos fundadores de la Segunda División Mexicana, y el tercer equipo con más temporadas en Primera División Mexicana. Es junto con Cruz Azul y UNAM, uno de los clubes del actual máximo circuito que desde su ascenso o aparición, no han descendido o se ausentaron del máximo circuito. Su palmarés acumulado lo posiciona como el cuarto equipo más laureado del fútbol mexicano, con un total de 20 títulos oficiales.
Es considerado el equipo de la década del 2000 del fútbol mexicano siendo el máximo ganador de esta con cuatro títulos.

## Historia

### Inicios
El fútbol en Toluca llegó con la idea de los hermanos alemanes Manuel y Francisco Henkel, propietarios de la hacienda "La Huerta" ubicada en Zinacantepec cerca de la Ciudad de Toluca. Los Henkel implementaron el fútbol en la hacienda, con el afán de entretener a sus peones durante sus horas libres; tiempo más tarde, se lanzaron a la creación oficial del equipo "La Huerta", integrado por la peonada de la hacienda.
Otro de los principales promotores del fútbol en la ciudad de Toluca fue Román Ferrat Alday, quien se reunía cada domingo con un grupo de amigos para practicar fútbol en unos terrenos cercanos a la Alameda Central. Por su parte la familia Henkel, se hizo de los servicios del destacado preparador físico Filiberto Navas Valdés, quien se distinguía por su trayectoria en el atletismo, el básquetbol, la lucha grecorromana y el box.
La idea de los Henkel de promover el fútbol en Toluca se llevó a cabo con la creación de un segundo equipo, llamado Xinantécatl en honor al Nevado de Toluca e integrado por trabajadores del Ferrocarril Toluca-Tenango y de la Compañía de Luz, dirigida por Eduardo Henkel, padre de Manuel y Francisco.
Con el paso del tiempo la inquietud por el fútbol en Toluca se acrecentó y comenzaron a organizarse reuniones en la casa de la familia Ferrat y en la Tienda "La Valenciana", en torno a la creación de un equipo que representara a la ciudad en las ligas estatales y nacionales. Fueron muchas las reuniones en las que participaron Román Ferrat Alday, Fernando y Armando Mañón, Alfonso Faure, José Estrada Madrid, Raymundo Pichardo, Joaquín Lajous, Arnulfo García Daniel Valero, Manuel Henkel, Flavio Martínez, Filiberto Navas y José Placencia.
Finalmente el 12 de febrero de 1917 en la casa de la familia Ferrat-Solá, ubicada en el número #37 de la avenida Juárez se levantó el acta constitutiva de Deportivo Toluca; conformándose una directiva a la que se sumaron personalidades como Leonardo y Joaquín Sánchez, Abel Moreno y Manuel Lara. Sin embargo el acta de fundación del Club Deportivo Toluca se perdió con los inicios de la Revolución que azotaron a México en aquel entonces y nunca se recuperó.
El objetivo de convertir al equipo en un protagonista del fútbol nacional, dio inicio con la contratación de Moisés Plata quien se había iniciado en el Xinantécatl. La directiva del Club Deportivo Toluca adquirió los terrenos de la llamada "Presa de Gachupines" ubicados en lo que ahora es la calle de Vasco de Quiroga, entre Hidalgo Poniente, Aurelio J. Venegas y Buenaventura Merlín, propiedad de Francisco Negrete.
La familia Ferrat fue la encargada de solventar económicamente al recién formado equipo, adquiriendo unos terrenos ubicados en la avenida Colón (hoy Paseo Colón) en el que se estableció la primera sede oficial del Deportivo Toluca la cual consistía en una pequeña cancha de fútbol y unas gradas de madera con un tramo techado para proteger a la damas que asistían al juego. En 1919 se adquirieron los terrenos de la llamada "Presa de Gachupines" ubicada en las calles de Vasco de Quiroga, Hidalgo poniente, Aurelio Venegas y Buenaventura Merlín que eran propiedad de Francisco Negrete.
Entre 1918 y 1919 surgieron nuevos equipos como; el “Azteca” el “Unión” y el “Águila”, este último auspiciado por Fernando Barreto quien más tarde quedaría ligado al Deportivo Toluca; Fernando Barreto incursionó en el fútbol con la creación de varios equipos, con quienes buscó conquistar el Campeonato Estatal Mexiquense. Su primer equipo fue el "Águila", sin embargo no logró más que un subcampeonato en 1919 y el equipo fue reemplazado por el "Cuauhtémoc" y este a su vez por el "Reforma".
En 1921 el gobernador del Estado de México Manuel Campos Mena, organizó una serie de festejos en los que participó el Deportivo Toluca, teniendo como sede la cancha del Tívoli que actualmente es una zona habitacional que conserva en nombre. De acuerdo a un diario de aquella época, en Toluca aparecieron jugadores del equipo de Barreto como Reynaldo Torres, Francisco Silva y Juan Albarrán, más conocido como "el diablo" (más tarde inspiración del Club Deportivo Toluca para su mote de los "diablos rojos"); sin embargo no se especificó si los jugadores habían sido cedidos a préstamo o se habían adquirido como refuerzos del club.
Con el término de la Revolución, el país entró en crisis y muchos accionistas del Deportivo Toluca se vieron forzados a emigrar de la capital mexiquense. Con esto, el Deportivo Toluca entró en crisis y se vio obligado a invitar a nuevos inversionistas, entre los que estuvo Fernando Barreto. A mediados de 1926, Barreto recibió la invitación del Atlético León para disputar una serie de tres partidos en la Ciudad de León, de los cuales el Deportivo Toluca logró dos inesperadas victorias.
Para 1930 los dos campeonatos más importantes de la Ciudad de México, eran el de la Federación de Fútbol y el de la Federación Central. Ese mismo año el Deportivo Toluca fue invitado a participar en uno de los dos campeonatos más importantes del Distrito Federal, organizado por la Federación Central junto con equipos tradicionales como el España, el Necaxa y el América que se habían separado de la Federación Mexicana de Fútbol ese mismo año.
Desde 1930 el Deportivo Toluca llevó a cabo una reestructuración por medio de la cual, el Deportivo se convirtió en una Sociedad Anónima con las aportaciones prolongadas de Moisés Plata. Con esta reestructuración el club buscaba darle más beneficios a sus socios no sólo en el área del fútbol, sino también en el básquetbol, el tenis, el frontennis y el casino de juegos. Sin embargo, con la incursión en los nuevos deportes, la mayor parte de los socios descuidó el fútbol que quedó solventado únicamente por Jesús Piña y Fernando Barreto.
Para 1931 y tras haber logrado un merecido tercer lugar en el campeonato de la Federación Central; el Deportivo Toluca regresó a los campeonatos estatales; llegando con la aureola de haber disputado un torneo con los tres equipos más destacados del Distrito Federal. El prestigio que venía gozando el equipo, se acrecentó más con los partidos que el Deportivo disputó frente al Club España, el Atlas de Guadalajara y el Club América, a quien derrotó 3 por 2 el 21 de diciembre de 1930.
Otro de los sucesos más relevantes en esta época, fue el enfrentamiento del Deportivo Toluca contra el Libertad de Costa Rica ya que representó el primer duelo internacional en la historia de los escarlatas. En el partido destacan jugadores como Rodolfo Muñoz, Goldoni y Hutt.
En 1935 aparecieron jugadores como David Albiter, Carlos Ballesteros, Alberto Mendoza y Samuel Martínez García quien sería clave fundamental para el ascenso del equipo a la Primera División. En 1936 llegó a la presidencia Fernando Torres y el equipo retuvo el título de Campeón Nacional Amateur con jugadores como Horacio Garduño, Manuel Esquivel, Eustolio Enríquez, Aníbal Espinoza, Alfonso García, Manuel Estana, Guillermo Estrada, Ricardo Barraza, Héctor Barraza, Pascual Valdés, Rodolfo Guadarrama, Vicente Quintana y Aurelio Moreno.
Uno de los grandes jugadores surgidos en el Deportivo durante esta época, fue Alberto Mendoza,  conocido como el "Caballo". Alberto se inició en el Deportivo como reservista y poco a poco fue ganándose un lugar como titular en el equipo; sin embargo, la popularidad del "Caballo" llegó a la cima cuando el Deportivo Toluca a un club español llamado Euskadi con cuatro goles de Mendoza el 16 de junio de 1939.
El triunfo del Deportivo Toluca frente a los españoles, sorprendió a propios y extraños y enalteció el orgullo del Deportivo; esto se debió principalmente, a que el Deportivo Toluca no participaba en ninguna torneo de renombre y era un equipo meramente amateur. La escuadra que presentó el Deportivo Toluca en aquella victoria se integró por Almaquio Castañeda, Martí Ventolrà, José Gómez, Ricardo Barraza, Jorge Quesada, Adolfo Téllez, José Quesada y Amado López, Óscar Hernández, entre otros.
Entre 1944 y 1945 el Deportivo Toluca enfrentó una crisis económica debido a que las cuotas pagadas por sus accionistas, no eran suficientes para mantener las necesidades del Club. Ante esta situación, el entonces presidente del Deportivo Toluca, Ignacio Longares decidió incrementar las cuotas de sus accionistas, provocando un desaliento en muchos de ellos, que optaron por vender sus acciones al mismo Longares.
En 1943 dio inicio la época profesional de la Primera División Mexicana, integrada por 5 equipos del Distrito Federal (América, Marte, España, Atlante y Asturias), 3 de Veracruz (Veracruz, Orizaba y Moctezuma) y 2 de Guadalajara (Atlas y Guadalajara). Durante los siguientes dos años, la Federación comenzó a recibir nuevas solicitudes de ingreso a la liga, por lo que se incorporaron equipos como León, Oro de Jalisco, Puebla, Monterrey, San Sebastián y Tampico.
En 1945 llegó a la presidencia el señor Samuel Martínez García, quien pronto se identificó con el Deportivo, con quien ganó el Campeonato Estatal Mexiquense ese mismo año. Tras la obtención del campeonato, el Deportivo Toluca fue invitado a disputar la Liga de Reservas del Distrito Federal, perdiendo su partido inaugural, por un marcador estruendoso de 10 por 0 ante la Estrella Roja; sin embargo el Deportivo Toluca supo remontar su inicio tambaleante y culminó el torneo en tercer lugar, solo por debajo del Real España y el Club América.
Durante esta etapa, el Deportivo Toluca obtuvo su último título en el Campeonato Estatal Mexiquense, teniendo como sede las instalaciones del «Tívoli» el campo llamado «Patria» ubicado entre las calles Aurelio J. Venegas, Morelos Poniente, Felipe Villanueva y Constituyentes, exactamente donde hoy se ubica el Estadio Nemesio Díez, conocido como «La Bombonera» de Toluca por su similitud a una «caja de bombones».
La popularidad y el deseo de muchos equipos por ingresar a la Primera División, motivo a la Liga Mayor de Fútbol a comenzar los preparativos, para la creación de la Segunda División Mexicana implementando el descenso obligatorio del equipo que culminara en último lugar de la Primera División y paralelamente, el ascenso del equipo campeón en la Segunda División.
La Liga Mayor publicó una convocatoria, con una serie de requisitos para los equipos interesados en ingresar a la Segunda División. La directiva del Deportivo Toluca comenzó a llenar los requisitos impuestos por la Liga Mayor, sin embargo la consolidación de la Segunda División Mexicana, demoraría tres años más a causa de la fusión de la Liga Mayor y la Federación Mexicana de Fútbol, que tuvo lugar entre 1948 y 1950. El último cuadro del Deportivo Toluca en el Torneo de Reservas celebrado en el Estadio de la Ciudad de los Deportes, estuvo integrado por Porfirio Peña, Edid Isaac, Ricardo Barreto, Santiago Ramírez, Juan Moya, Miguel Vélez, José Luis Zavalla, Alfredo Becerril, Francisco García, Álvaro Pineda y Felipe Galindo.
Con la unificación del fútbol mexicano, se aceleró la creación de la Segunda División Mexicana, fundada por el Deportivo Toluca Fútbol Club, el Club Deportivo Zamora, el Pachuca Club de Fútbol, el Monarcas Morelia, el Club Deportivo Irapuato, el Querétaro Fútbol Club y el Club Atlético Zacatepec; siendo los equipos fundadores de la nueva división.

### Años 1950
Los diablos rojos de Toluca debutaron oficialmente el 18 de febrero de 1951 en la recién formada Segunda División; teniendo como sede oficial la cancha del «Tívoli» y como director técnico a Rodolfo Butch Muñoz y David Albiter como su asistente. El torneo concluyó el 27 de mayo y los campeones resultaron ser los del Club Zacatepec quienes ascendieron a la Primera División para tomar el lugar del Club San Sebastián; por su parte el Deportivo Toluca no tuvo éxito en la temporada y culminó en penúltimo lugar de la tabla general.
Para la siguiente temporada se integran dos equipos más a la Segunda División mientras que, el Club Deportivo Toluca lleva a cabo una reestructuración en su directiva, resultando presidente el Ingeniero José Martínez Ruíz. Otras de las personalidades que integraron la nueva directiva del deportivo fueron, Manuel Zárate como tesorero (más tarde reemplazado por Artero González), y Fernando Barreto, Samuel Martínez y Jesús Piña como vocales del equipo.
El equipo comienza a utilizar los terrenos del "Campo Patria" para la celebración de sus juegos, gracias al ofrecimiento del señor Aníbal Espinoza. Durante la segunda ronda del torneo, comienza la readaptación de las tribunas, así como la colocación del alambrado, siendo este último uno de los principales requisitos de la Federación de Fútbol. David Albiter se queda a cargo de la dirección técnica del equipo y sin auxiliares logra un sorpresivo tercer lugar.
En la tercera y última campaña del Deportivo Toluca en la Segunda División; el señor David Albiter presenta su renuncia ante la directiva y es sustituido por Tomás Fábregas. El equipo se reforzó con las llegadas de Ovidio Arnauda, Salvador Rábago, Rubén Pichardo y Trino. La patada inicial del campeonato estuvo a cargo de la señorita Elsa Maawad ante un lleno impresionante; la afición escarlata comenzó a hacer cada vez más notoria, siguiendo al equipo incluso en sus juegos de visitante.
El campeonato estuvo integrado por doce equipos; el Deportivo Toluca, San Sebastián de León, Moctezuma de Orizaba, Atlético de Veracruz, Deportivo Zamora, La Concepción de la Ciudad de Puebla, Veracruz, Irapuato, Morelia, Veracruz, Querétaro, Estrella Roja y Monterrey. El equipo disputó 22 partidos de los cuales ganó 14, empató 7 y solo sufrió una derrota a manos del Club de Fútbol Monterrey, quien curiosamente culminó la temporada como último general.
El tan esperado ascenso finalmente se concretó el 18 de enero de 1953 con el empate a tres goles ante el Irapuato con doble anotación de Rubén Pichardo y uno del goleador del torneo Mateo de la Tijera; consagrándose finalmente como campeones a una fecha de finalizar el torneo. El título del obtenido por el Club Deportivo Toluca, cobró importancia al dejar en segundo lugar a los Tiburones Rojos de Veracruz, quienes fueron amplios favoritos para llevarse el título e impusieron una serie de récords que aún se recuerdan.
El Club Deportivo Toluca obtuvo finalmente su ascenso luego de 36 años de su fundación, sin embargo el haber logrado el ascenso traía como consecuencia el incremento de gastos para la directiva debido a que las exigencias de la Federación Mexicana aumentaban y también las cuestiones deportivas que exigía reforzar al equipo para poder lograr una digna campaña en la primera nacional. El gasto total estaba fuera del alcance de la directiva roja y para poder mantener al equipo, José Ramírez Ruiz decidió formar un patronato integrado por los principales empresarios de la ciudad, entre los que destacaban; Juan Salgado, Pedro López, Manuel Villaverde, Jaime García, Francisco Negrete, Mario Mena Palacios, y Luis Gutiérrez Dosal, quienes mantuvieron al equipo vivo.
El 8 de agosto de 1954 fue inaugurado formalmente el Estadio del Club Deportivo Toluca que más tarde pasó a llamarse: «Héctor Barraza», «Luis Gutiérrez Dosal», «Toluca 70», «Toluca 70-86», «La Bombonera» (nombre que hasta la fecha identifica al estadio) y finalmente «Nemesio Díez». Todo esto surgió sobre la ubicación del Campo Patria.
El primer encuentro oficial del Deportivo Toluca en la Primera División Nacional fue ante los potros del Atlante en el cual el Toluca se llevaría la victoria por un marcador final de dos por uno. En dicho partido la afición del equipo se hizo presente y fue entonces cuando apareció como mascota un personaje vestido de diablo en la Ciudad de los Deportes que; de inmediato fue adoptado por la afición como la mascota oficial del club, misma que hasta la fecha prevalece y le otorgó al conjunto mexiquense su sobrenombre característico de «los diablos rojos».
Al concluir la temporada del 1953-54 de la Primera División el Deportivo Toluca logró quinto lugar empatando con Tampico y a solo tres puntos del campeón que resultó ser el Marte.
Para la temporada 1954-55, el Deportivo Toluca culminó como sexto lugar en la Tabla general y como consecuencia se decidió contratar a Fernando Marcos González en la dirección técnica y a Gonzalo Iturbe, Gabriel Uñate, Jesús Segovia y el portero Manuel Camacho como refuerzos para la campaña en la cual el cuadro rojo finalizó como cuarto lugar general.
El primer título para la institución sería una Copa México que llegaría en el año de 1956, cuando el Club Deportivo Toluca derrota al Club Irapuato el 27 de mayo de 1956 con marcador final de dos goles por uno con jugadores como Manuel Camacho, Segovia, Jorge Romo, Hernández, Máximo Vázquez, Wedell, Enrique Sesma, Blanco, Uñate, Carlos Láscarez y Barraza.
En las temporadas de 1956-57 y 1957-58 el Deportivo Toluca reafirmó su buena racha logrando dos Subcampeonatos por debajo del Guadalajara y el Zacatepec respectivamente.
Sin embargo una página negra se presenta en la historia del club con la muerte de Don Luis Gutiérrez Dosal, el 24 de junio de 1959, quedando como presidente provisional Enrique Enríquez un colaborador cercano de Gutiérrez Dosal. En ese mismo año por sugerencia del entonces presidente de México el Licenciado Adolfo López Mateos, llega a la institución un hombre que es recordado como el gran "mecenas" del equipo Nemesio Díez Riega, quien adquiere al Deportivo Toluca así como al estadio (dos veces mundialista) el cual varios años después llevaría su nombre.

### Primeros éxitos (1967-1980)
El segundo título para la institución y primero en la liga, llegaría en la Temporada 1966-1967. El torneo fue muy reñido y cobró importancia cuando la disputa por el título quedó entre el Club América y el Deportivo Toluca; ambos equipos se enfrentaron en la jornada 27, prevaleciendo un empate a 0 que no permitió definir el título; sin embargo, estando en la última jornada del torneo, el Club América empató su partido ante el Nuevo León, mientras que el Club Deportivo Toluca se impuso al Necaxa 2 goles a cero, ambos marcados por Juan "el maestrito" Dosal, conquistando así su primer campeonato de liga, bajo la dirección de Ignacio Trelles.
Al culminar la Temporada 1966-1967 el Club Deportivo Toluca disputó el título de Campeón de Campeones ante el Club León; uno de los equipos más ganadores de la época, con 4 títulos, 2 copas y 2 Campeón de Campeones. El partido se celebró el 26 de febrero de 1967 y el Club Deportivo Toluca logró imponerse al cuadro leonés, con un solitario gol de Manuel Cerda Canela. El Club Deportivo Toluca logró su primer título de Campeón de Campeones, respondiendo con creces, a la confianza que en el grupo, habían depositado hombres como Albino Morales, Eduardo Monrroy, Alfonso Faure, Germán Sánchez y Carlos Zarza, el peruano Claudio Lostaunau, entre otros.
Para la Temporada de 67-68 el Deportivo Toluca mantuvo su mismo nivel y básicamente su mismo plantel, salvo por las incorporaciones de Tomás Reynoso y Felipe Ruvalcaba así como por las bajas de Carlos Lara y Claudio Lostanau. El partido clave del torneo se dio el 7 de enero de 1968 cuando el Deportivo Toluca recibió la visita del Club Universidad Nacional a tres fechas de finalizar el torneo. El partido fue dominado por la universidad; sin embargo en el minuto 22, Vicente Pereda anotó el primer gol para el cuadro rojo en una jugada de "palomita" a pase de Ruvalcaba, la victoria para Toluca quedó asegurada por Juan Dosal quien puso el 2-0 definitivo que le daría el bicampeonato al equipo.
Toluca ganó su segundo título de Campeón de Campeones, enfrentándose al Atlas en una serie de dos encuentros en los que contarían los puntos y no los goles. El primer partido lo ganó el Deportivo Toluca 3 a 1, y el segundo se lo llevó el Atlas 1 a 0; tras finalizar el tiempo regular, ambos equipos se enfrentaron en una serie de penales que ganó el Deportivo Toluca con 3 anotaciones de Albino Morales.
El 3 de abril de 1968 dio inicio la cuarta edición de la Copa de Campeones de la Concacaf, teniendo como participantes al Club Deportivo Toluca (Campeón de México), el New York Greek-American (Campeón de Estados Unidos), el Somerset CC (Campeón de las Bermudas), el Scherpenheuvel (Campeón de las Antillas Neerlandesas), SV Transvaal (Campeón de Surinam), Aurora FC (Campeón de Guatemala), la Liga Deportiva Alajuelense (Campeón de Costa Rica), el Club Deportivo Olimpia (Campeón de Honduras) y el Alianza (Campeón de El Salvador). El Club Deportivo Toluca debutó el 29 de septiembre de 1968 derrotando al New York Greek-American 4 a 1 y 3 a 2 en el partido de vuelta celebrado el 6 de octubre, sin embargo, el torneo no culminó exitosamente tras las descalificaciones del Aurora FC y el SV Transvaal por lo que el Club Deportivo Toluca fue declarado campeón.
En 1970, después de la copa del mundo, la Federación Mexicana cambió la forma de disputar los torneos; los 18 equipos se repartieron en 2 grupos y al finalizar se jugó una liguilla para determinar al campeón. La liguilla consistía en que el líder de cada grupo debería enfrentarse en una final de manera recíproca. El grupo A estuvo integrado por Atlante, América, Guadalajara, León, Monterrey, Pachuca, Puebla, Torreón y Veracruz, y el Grupo B lo estuvo por Atlas, Cruz Azul, Jalisco, Laguna, Irapuato, Necaxa, Toluca, Pumas y Zacatepec.
El Deportivo Toluca culminó como líder del Grupo B y disputó la final frente a un potente América líder del Grupo A. El primer encuentro se realizó en la Bombonera el 25 de junio de 1971 con un cardiaco empate a 0; el segundo encuentro se disputó el primero de agosto, culminando con un marcador de 2 por 0 favor de América.
En la Temporada de 1974-1975 el Deportivo Toluca quedó dirigido por Ricardo de León quien venía precedido de una gran fama tras haber logrado el subcampeonato con el Atlético Español; junto con Ricardo, se dieron las llegadas de Walter Gassire, Roberto Matosas, Hugo Esquivel y el delantero ecuatoriano Ítalo Estupiñán, cuyo precio causó expectativa. Esa misma temporada llegaría a la presidencia del equipo el señor Fernando Corona Álvarez que en conjunto con la dirección técnica comenzó a trabajar con las fuerzas básicas de donde surgieron jugadores como Eleuterio López Patlán y Ángel Ramos.
Toluca logró una temporada regular gracias al sistema implementado por Ricardo de León que logró posicionar al Deportivo Toluca en primer lugar al finalizar la primera ronda del campeonato con 26 puntos totales y 2 de diferencia sobre el Club León quien era su más cercano competidor.
La temporada regular culminó el 8 de junio de 1975 y los equipos clasificados al cuadrangular final fueron Toluca y el Cruz Azul como integrantes del grupo de los nones y respectivamente el Unión de Curtidores y Club León por parte de los pares; de acuerdo a lo establecido por la Federación Mexicana; los dos primeros lugares de cada grupo debían enfrentarse, resultando campeón el equipo que más puntos obtuviera.
En sus cinco primeros partidos el Toluca logró cuatro victorias y una derrota y se posicionó con el título en el quinto partido al ganar 1-0 al Club León con la anotación de Italo Estupiñán al minuto 51 acumulando un total de ocho puntos en el cuadrangular; sin embargo fue hasta el jueves 26 de junio de 1975 que se consagraría formalmente como campeón del torneo al perder 3-1 frente al Club León.
En julio de 1977 el Club Deportivo Toluca festejó su 60 aniversario con la publicación del libro "Historia del Club Deportivo Toluca" de Juan Manuel Cid. El 60 aniversario del Deportivo representó también, la salida de Fernando Corona Álvarez como presidente del equipo y en consiguiente, la llegada de Germán Sánchez Fabela. Los años comenzaron a pasar y el Deportivo Toluca sufrió una baja de juego desde aquel tercer título, que con el tiempo se convertiría en una sequía.

### La sequía de títulos (1980-1997)
Para la temporada 81-82 llegó a la presidencia del equipo Ernesto Nemer Naime; y el Deportivo Toluca terminó la competencia ubicándose en novena posición. Para la siguiente temporada la suerte de Toluca no mejoró y finalmente Naime dejó la presidencia en manos de Jesús Fernández y paralelamente Jorge Marí fue reemplazado por José Antonio Roca en la dirección técnica del conjunto escarlata.
La campaña 1982-83, fue considerablemente buena al culminar la temporada en quinto lugar general; sin embargo para la siguiente temporada Fernández dejó la presidencia del equipo y fue reemplazado por Germán Sánchez Fabela, quien logró la incorporación de Miguel Ángel Cornero, culminando la temporada en décimo lugar general.
Los malos resultados para Toluca continuaron y en la temporada de 1984-85 José Antonio Roca dejó la dirección técnica del equipo al igual que Germán Sánchez quien fue reemplazado en la presidencia nuevamente por Jesús Fernández; quien designó como técnico del plantel a José Luis Estrada culminando nuevamente en los últimos lugares de la competencia.
Para los torneos de Prode 85 y México 86, Fernando Corona Álvarez regresó por segunda ocasión a la presidencia del equipo y como técnico Eduardo Ramos Escobedo, sin embargo los resultados no mejoraron tanto el Álvarez como Escobedo fueron reemplazados en la campaña de 1986-87 por Germán Sánchez Fabela y Arpad Fekete respectivamente; la nueva directiva logró las incorporaciones de Wilson Graniolatti y Toluca terminó en el 13° lugar general.
Estando por finalizar la época de los 80 la directiva nombró a Kurt Visetti Vogelbach como presidente de la institución en la temporada 87-88 y a Roberto Matosas como director técnico, así como a Ricardo Ferretti; el cuadro mexiquense culminó la temporada en noveno lugar general.
Fueron 14 años los que pasaron después de su último título para que el Deportivo Toluca volviera a ser campeón, en la Copa de 1989. En total el Toluca anotó 18 goles y recibió 13, los Diablos Rojos derrotaron a los Pumas de la UNAM en Ciudad Universitaria y al Irapuato en el estadio Revolución y al Cruz Azul en el Estadio Azteca. La gran final se disputó ante la Universidad de Guadalajara que se adelantó en el marcador en los primeros minutos del encuentro sin embargo, al minuto 93 Washington Olivera anotó por parte del Club Deportivo Toluca, y la final se alargó a tiempos extras.
En los tiempos extra el Deportivo Toluca remontó el marcador con la anotación de Jorge Rodríguez Esquivel, esto provocó el inicio de un juego más ríspido que culminó con la expulsión de Alfonso Sosa de la U. de G., por lo que los llamados "Leones Negros" quedaron con 6 hombres en el terreno de juego y perdieron el encuentro por default. La copa fue entregada por Marcelino García Paniagua, presidente de la Federación Mexicana de Fútbol al Club Deportivo Toluca, que se consagró por segunda ocasión como campeón de la Copa México.
Comenzando la década de los 90 Visetti Vogelbach dejó la presidencia del equipo y comenzó la dirección de Antonio Mañón, el Toluca contrató a Raúl Cárdenas y culminó en décimo lugar general. La sequía de títulos aumentaba en Toluca y parecía no tener fin, pues durante los siguientes torneos el Deportivo Toluca continuó con los malos resultados y los directivos de la institución siguieron cambiando.
En la temporada de 1991-92 José Antonio Roca asumió la presidencia del equipo y designó a Mario Velarde como director técnico de la institución; dicha temporada culminó colocando a Toluca en el 12° lugar general. José Antonio Roca fue reemplazado por Jesús Fernández del Cojo mientras transcurría la temporada de 1992-93, de la misma forma José Vantolra (quien inició la temporada como director técnico) fue desplazado por Roberto Silva terminando el torneo en el 14° lugar general.
Para este entonces en el torneo nacional de reservas se llegó a la final con un equipo bien dirigido por Rubén Salas Exjugador del club, en el plantel de este equipo de reservas figuraban ya los nombres de: Julio Aguilar, Salvador Carmona, Ricardo Velázquez, El Camarón Díaz Leal, Felipe Aguirre, Rubén González, José Manuel Abundis. Que a la postre algunos de estos fueron figuras en el primer equipo.
En la temporada 93-94 el Toluca finalmente logró una mejoría concluyendo su participación en el torneo como tercer lugar general, esa temporada quedó marcada con las llegadas de Hernán Cristante, Nidelson Silva de Mello, Rodrigo Fernández y Blas Armando Giunta así como el regresó a la presidencia de Jesús Fernández del Cojo.
En los campeonatos de 1994-95 y 1995-96 el Toluca registró diversos cambios, en la primera temporada Silva Para fue reemplazado en la dirección técnica por Moisés Figueroa y este a su vez Aurelio Pescuttini y finalmente en los años 95-96 Sergio Peláez Farell llegaría a la presidencia para seguir con los cambios; llegando a la dirección técnica Marco Antonio Trejo y posteriormente Miguel Ángel López, no obstante los cambios en la institución estaban por estabilizarse pues los malos tiempos de Toluca estaban llegando a su fin.
En el Invierno 97, el Deportivo Toluca decide nombrar como nuevo presidente a Rafael Lebrija Guiot y como técnico a Enrique Meza; sin embargo los resultados no mejorarían hasta la siguiente temporada en el Verano 98, cuando del Deportivo Toluca comenzó a dar resultados esperados luego de más de 23 años de sequía. En el torneo logró ubicarse en el primer lugar general venciendo a equipos como Tigres, Necaxa y Monterrey para lograr su clasificación a la liguilla.

### La época dorada (1998-2010)

#### Rafael Lebrija, Enrique Meza y el tricampeonato de títulos (1998-2000)
En los cuartos de final el Toluca venció al Atlante y en las semifinales al América; llegando a la final para enfrentarse a Necaxa; el partido dio inicio y Necaxa tomó la ventaja de 2-1. Para el partido de vuelta en Toluca, Necaxa incrementó su ventaja a 4-1 y fue entonces cuando el Toluca comenzó a brillar remontando el marcador y venciendo a Necaxa con un final de 5-2 y un global de 6-4 para coronarse campeones el 10 de mayo de 1998. Curiosamente todos los juegos de ida de esta Liguilla los disputaron en el Estadio Azteca, escenario que alberga los partidos como local de Atlante, América y Necaxa.
En el Verano 99, Toluca logró un invicto que duró por 12 jornadas, mismo que perdieron ante la máquina de Cruz Azul, al término del torneo se ubicaron nuevamente como líderes generales contabilizando un total de 39 puntos, cincuenta goles y solo dos derrotas. Una vez clasificados derrotaron en Cuartos de final a Necaxa con marcador global de 4-3 y clasificaron a la final derrotando a Santos Laguna en la semifinal; proclamándose una vez más campeones, tras derrotar al Atlas de Guadalajara en la serie de penales el Domingo 6 de junio de 1999 con un global de 5-5 en tiempo reglamentario y 5-4 en la muerte súbita de penales para así ganar 10-9 en un global final. Siendo la Final más épica y pareja de todos los tiempos según los expertos gracias a que ambos equipos se anularon entre sí y por su atractivo juego ofensivo que produjo un 3-3 en el partido de ida y un 2-2 en el juego de vuelta, proclamándose la final del siglo XX.
La primera década del siglo XXI se convirtió a la postre en la más exitosa del Club Deportivo Toluca. En la primera mitad del año y durante el torneo de Verano, el Deportivo clasificó a la liguilla, en la cual venció al Puebla Fútbol Club por marcador global (9-0) (la mayor goleada en fase final) y en semifinales al Club Guadalajara con marcador global (6-3). Otra final llegaba para el Deportivo Toluca, esta vez frente al Club Santos Laguna a quien derrotó por marcador global de 7 a 1 para consagrarse campeón de Liga por sexta ocasión el 3 de junio del 2000.

#### Éxitos nacionales y la salida de Lebrija (2000-2007)
En el año 2000 Enrique Meza fue designado como entrenador de la Selección Mexicana y su puesto quedó a manos de Ricardo Ferrero, quien llegaba 1-3 en desventaja a la final del Invierno 2000 para finalmente perderla en muerte súbita de penales 4-5 ante Monarcas Morelia el 16 de diciembre del 2000 a pesar de que lograron empatar el global a 3-3 en tiempo reglamentario, siendo este partido uno de los más tristes en la historia del club por la forma en que se perdió. El Deportivo Toluca toma una racha negativa en el torneo posterior, convirtiendo el Verano 2001 en uno de los torneos más desastrosos en su historia luego de lo conseguido meses atrás; continuó con buenos resultados con Ricardo La Volpe en los torneos Invierno 2001 y Verano 2002 clasificando a ambas liguillas, pero fue hasta el Apertura 2002 cuando nuevamente obtuvo un título en la Primera División bajo el mando de Alberto Jorge derrotando a Monarcas Morelia por marcador global de 4 a 2, coronándose nuevamente como campeones el 21 de diciembre del 2002 y consumar su venganza luego de lo ocurrido en la Final entre ambos equipos 2 años atrás.
En 2003 obtuvo su segundo título internacional al ganar la Copa de Campeones de la Concacaf bajo el mando de Ricardo Ferretti nuevamente frente a Monarcas Morelia y posteriormente el título de Campeón de Campeones en 2003 frente a Monterrey que venían de ganar el Clausura 2003. Para el Apertura 2005 el Deportivo Toluca, ya sin José Saturnino Cardozo, obtuvo su octavo título de liga frente a Monterrey bajo el mando de Américo Rubén Gallego y el campeón de Campeones 2005-2006 de esa misma temporada frente a los Tuzos de Pachuca que venían de ganar el Clausura 2006.
Tras el título del 2005 el equipo entró en una mala racha en la cual se contrataron jugadores de bajo rendimiento y esto trajo como consecuencia la salida de Rafael Lebrija, con quien Toluca obtuvo cinco títulos de liga en torneos cortos.

#### Fernando Corona, la décima liga y máximo ganador en torneos cortos (2007-2010)
A pesar de que la época dorada parecía llegar a su fin, la directiva de Toluca designó a Fernando Corona Álvarez como nuevo presidente deportivo en 2007; y este a su vez a José Manuel de la Torre como director técnico en 2008.
Con la nueva presidencia a cargo el Deportivo Toluca logró nuevamente el título en el Apertura 2008 al vencer 7-6 en muerte súbita de la serie de penales al Deportivo Cruz Azul para un global de 9-8 total, consagrándose como el equipo más ganador de México en los torneos cortos y el tercero históricamente ya que rebasó al mismo Cruz Azul con 9 campeonatos ya que ambos buscaban la novena estrella para su escudo en esa Final; se adquirieron grandes jugadores como Héctor Raúl Mancilla, quien logró el bicampeonato goleo en el Apertura 2008 y Clausura 2009. El 20 de agosto de 2009 el Toluca debutó como México 1° en la Liga de Campeones de la Concacaf, la cual fue instaurada en 2008 como una nueva edición de la Copa de Campeones de la CONCACAF.
Durante el primer semestre del 2010, la Federación Mexicana de Fútbol decidió renombrar el torneo a "Bicentenario 2010" en honor a los 200 años celebrados por la Independencia de México. El Deportivo Toluca se mantuvo bajo la dirección técnica de José Manuel de la Torre y finalizó el torneo como segundo lugar de su grupo y tercer lugar general; tras clasificar a la liguilla, el Deportivo eliminó al Club América en los cuartos y al Pachuca en las semifinales para volver a clasificar a la final en la cual culminaría coronándose campeones tras vencer al Santos Laguna en la estancia de penales disputada en el Estadio Nemesio Díez.

### La década sin títulos (2011-2023)
Terminado un proceso de 3 años con José Saturnino Cardozo como técnico, fue necesario un cambio radical para el club.
El 31 de mayo de 2016, es presentado como director de desarrollo deportivo José Luis Real y se presenta un nuevo proyecto como director técnico, encabezado por una Leyenda e ídolo de la institución Hernán Cristante, que llegaría con otro referente del club como es Enrique Alfaro junto con Joaquín Velázquez como sus auxiliares técnicos, durante el proceso llega a la institución un icono del fútbol de México y ídolo, leyenda de la institución, ex seleccionado nacional y mundialista Antonio Naelson "Sinha" con la finalidad de terminar su exitosa carrera dentro del club, después en el Draft del fútbol mexicano se consigue traer a préstamo al guardameta Luis García como único refuerzo del mercado mexicano, con una base sólida dentro del club tras las bajas de Richard Ortiz, Christian Cueva, Heriberto Vidales y Lucas Lobos por fin de contrato, y se sumaron a las bajas Liborio Sánchez, Christian Pérez, Mario Quezada, Nicolás Saucedo y Omar Arellano que finalizaban su préstamo, otras bajas más fueron Daniel González y Héctor Acosta quienes estaban prestados a Chiapas y Alebrijes en ese mismo orden, no fueron incorporados al equipo actual y se renovaron sus préstamos a otros equipos Chivas y Venados respectivamente, mientras el equipo se encontraba en pretemporada se sumó al cuerpo técnico David Rangel que logrará como jugador de la institución ser capitán y campeón en los años 98' 99' y 2000 con Enrique Alfaro y con Hernán Cristante en los años 1999 y 2000, mientras que en el año 2005 igualmente logró el título con Sinha.
Para la parte de refuerzos extranjeros para el Torneo Apertura 2016 llegaría de nuevo un viejo conocido que fuera campeón en la institución en 2010, el chileno Osvaldo González, más el brasileño Maikon Leite que anteriormente en el año 2014 jugaba en México para el Atlas F.C.; otros refuerzos fueron los argentinos Rodrigo Gómez procedente del Club Atlético Independiente, otro argentino se sumará al plantel Pablo Barrientos quien durante la última temporada jugó con el San Lorenzo de Almagro, más la incorporación del inglés-mexicano Antonio Pedroza quien llegaba procedente del Club Sport Herediano de Costa Rica y el último refuerzo para cerrar el plantel fue el argentino Jesús Méndez quien llegaba procedente del Independiente.
La última baja fue cuando el torneo Apertura 2016 estaba en curso y fue Darío Bottinelli quien regresaría a Argentina para jugar con Gimnasia y Esgrima La Plata.
El Deportivo Toluca se encontró jugando como local en el Estadio Universitario Alberto "Chivo" Córdoba, debido a que el Estadio Nemesio Díez se encontraba en trabajos de remodelación por los próximos festejos de 100 años de vida de la escuadra roja, hasta la jornada 17 del Apertura 2016 los Diablos se arrojaron en el lugar #10 de la tabla general buscando sin éxito alcanzar un boleto para la Liguilla y pelear por el título, siendo eliminados por el Club Santos Laguna mientras que fue eliminado de la Copa MX por Querétaro F.C. en Semifinales.
Con miras al Clausura 2017 y totalmente listo el Estadio Nemesio Díez, se jugó el campeonato en su fiesta de centenario, con las bajas de Gerardo Flores y Carlos Gerardo Rodríguez, sumándose a las filas de la escuadra escarlata Rodrigo Salinas, Gabriel Hauche y Efraín Velarde. Además se dio la llegada de Rubens Sambueza como refuerzo bomba. En ese Clausura 2017 llegaron hasta semifinales donde fueron eliminados por el Deportivo Guadalajara, que a la postre se convirtió en el campeón. Después en el torneo Apertura llegaron como quinto lugar a cuartos de final, siendo derrotados por Monarcas Morelia, por lo que en su centenario no obtuvieron ningún título. Para el 2018, se dieron las bajas de Velarde por fin de préstamo, Rodrigo Gómez, Maikon Leite y Pedroza, hubo sorpresivas incorporaciones de Luis Quiñones, Leonel López y Ángel Reyna. En esa primera mitad del 2018 llegaron a la final del torneo de Copa MX, siendo derrotados por Club Necaxa. Mientras que en el torneo de liga el Toluca fue líder general, eliminando dramáticamente a Morelia en cuartos de final, en semifinales se impusieron al Club Tijuana y en la final se enfrentaron al Santos Laguna, equipo al que ya habían vencido en finales de los años 2000 y 2010. Esta vez los laguneros fueron los campeones con un marcador global de 3-2.
Para el Apertura 2018 el Toluca contrató a William da Silva, Adolfo Domínguez, Amaury Escoto, Richard Ruiz, Luis Ángel Mendoza, Héctor Acosta, Fernando Tobio y el retorno de Enrique Triverio, durante el torneo estuvo todas la 17 jornadas en puestos de Liguilla, para culminar 7º. En los cuartos de final se enfrentaron al América, quien a la postre sería campeón siendo eliminados por un global de 5-4. Al torneo siguiente se mantiene a Cristante, en sus dos primeros partidos el equipo se mantiene como Superlíder, pero después hubo una racha de 6 partidos sin ganar, 5 derrotas y un empate. En la cual Cristante fue cesado y su reemplazo fue Ricardo La Volpe quien iniciaba su segunda etapa, durante la etapa de La Volpe hubo mejoría, pero no se logró clasificar a la liguilla.
Durante el Apertura 2019 La Volpe se mantiene en la dirección técnica, pero sus resultados no mejoraron teniendo su peor torneo desde el Verano 2001. La Volpe renunció a falta de una jornada por culminar. terminaron en antepenúltima posición con solamente 17 puntos.
Para el Clausura 2020, el torneo fue suspendido temporalmente a partir del 15 de marzo, y luego de haber decidido jugar los partidos de la jornada 10 a puerta cerrada, todo como consecuencia de la contingencia sanitaria por la pandemia del COVID-19 en México. La postergación del certamen llegó a un punto crítico, hasta que el 22 de mayo de 2020, la Asamblea Extraordinaria de la Liga MX decretó la finalización del torneo antes de su fecha regular, dejando la competencia sin campeón. Toluca terminó el torneo en la posición 15, producto de 2 victorias, 4 empates y 4 derrotas, obteniendo 10 puntos.
Para los torneos Guard1anes 2020 y 2021, Toluca finalizó en la posición 11, por lo que tuvo que jugar la reclasificación a un solo partido, enfrentándose a Tigres, perdiendo 2-1 en Monterrey, con este resultado, Toluca finalizó su participación en el torneo. Para el siguiente torneo, Toluca terminó nuevamente en la undécima posición, nuevamente jugando la reclasificación a un solo partido, esta vez se enfrentaron al actual campeón León, siendo un partido complicado, nuevamente visitante por su posición en la tabla, ganaron en una vuelta de penales, tras empatar 2-2 en el tiempo reglamentario, ganar en los penales 2-4, acceder a cuartos de final , enfrentándose a Cruz Azul, en un partido bastante disputado, terminó de ida y vuelta en el Estadio Azteca, perdiendo 4-3 a favor de Cruz Azul y de esta manera Toluca culminó su participación en el torneo, destacando el campeonato goleador individual del jugador toluqueño Alexis Canelo con 11 anotaciones.
Para el torneo Apertura 2021, Toluca realizó una actuación más destacada que los torneos anteriores, culminando en la posición número 6, jugando nuevamente la reclasificación, pero esta vez de local, aunque no sirvió de mucho, ya que Toluca fue derrotado por Pumas con marcador 1- 2 en el partido en el Nemesio Diez, culminando nuevamente en un partido de reclasificación.

## Estadio
Las primeras instalaciones del Club Deportivo Toluca estuvieron ubicadas en la antigua Avenida Colón (hoy Paseo Colón) de la Ciudad de Toluca y consistían básicamente en un pequeño campo de fútbol y algunas tribunas de madera con una zona techada reservada para las damas. En 1919 el entonces presidente del equipo; Román Ferrat, adquirió la llamada "Presa de Gachupines" para convertirla en la nueva sede de Toluca.
En este campo el Deportivo Toluca recibió por primera vez la visita de un equipo capitalino; el Real Club España quien para entonces ya era tetracampeón de la Liga Mexicana. La "Presa de Gachupines" fue el campo oficial del Deportivo Toluca durante unos años, debido a que para 1921 el equipo comenzó a utilizar el "Campo del Tívoli" como sede oficial del Campeonato Estatal Mexiquense.
En el Tívoli (ubicado a tres cuadras del Estadio Nemesio Díez); el Deportivo Toluca recibió por primera vez la visita de un equipo extranjero, siendo este, el Libertad de Costa Rica. Al conseguir la clasificación a la Segunda División; el Tívoli fue establecido como sede oficial de Toluca ya en el fútbol profesional; sin embargo, un año más tarde, en 1952 el equipo comenzó a utilizar el "Campo Patria" como nueva sede y sobre el cual se construiría el Estadio Nemesio Díez.

### Estadio Nemesio Díez
El Estadio Nemesio Díez Riega es un estadio de fútbol, situado en la ciudad de Toluca, capital del Estado de México en México. Sirve de sede habitual al Deportivo Toluca. Su dirección es Avenida Constituyentes poniente esquina con Felipe Villanueva, #1000 colonia la Merced, Toluca, Estado de México.
Fue inaugurado oficialmente el estadio del Club Deportivo Toluca el 8 de agosto de 1954, que después se llamó "Héctor Barraza", luego "Luis Gutiérrez Dosal", le siguió "Toluca 70", al paso del tiempo "Toluca 70-86" después con su actual nombre "Nemesio Díez Riega" conocido como "La Bombonera de Toluca" ya que este nunca ha sido su nombre oficial.

## Afición y apodos
Durante muchos años la afición del Deportivo Toluca fue muy contada, debido a que tras ganar su tercer título en 1975 frente al mítico Club León, el equipo registro una decadencia importante, ubicándose durante muchos años en puestos inferiores a la mitad de la tabla; por si fuera poco con el paso del tiempo los torneos largos desaparecieron y el descenso pasó a ser cuestión de porcentaje el cual estaba íntimamente ligado a los resultados conseguidos por las instituciones en los últimos años. Esto evidentemente afecto al Deportivo Toluca colocándolo en una situación de pelea por el no descenso.
Con tan pobres resultados y con serios problemas la afición en Toluca prefería apoyar a otros equipos, principalmente capitalinos como el Club Universidad Nacional y el América, siendo hasta la temporada del 98 después de la llegada de José Saturnino Cardozo que el Toluca llegaría a una final y los aficionados comenzarían a aparecer en el estadio.
La época dorada comenzó y los aficionados comenzaron a organizarse dando nacimiento a la Barra Perra Brava, un grupo de animación que se ubica en la tribuna de sol y ganó gran popularidad cuando comenzó a "quitarse las camisetas" cada vez que el equipo marcaba un gol sin importar las condiciones del tiempo.
Con el paso del tiempo las tribunas del Estadio Nemesio Díez comenzaron a registrar mayores entradas y nuevos grupos de animación comenzaron a surgir, actualmente en el sitio oficial del Deportivo Toluca Fútbol Club se registran cinco barras de animación a la institución; la clásica Perra Brava, Los Hijos del Averno, La Banda del Rojo, Garra Diablos y La Fuerza Roja, aunque evidentemente existen otras barras no registradas que igualmente ocupan las tribunas del estadio.
El apodo más común del equipo es el de diablos rojos, una tradición que se inició propiamente con el ascenso del Toluca a la Primera División en 1953; durante la época amateur los colores del Toluca fueron azul y blanco, no obstante con el paso del tiempo el equipo comenzó a utilizar el color rojo que lo identifica hasta la actualidad. La mascota del club apareció por primera vez en agosto de 1953 cuando el Deportivo Toluca debutó formalmente en la Primera División frente a los potros del Atlante en la Ciudad de los Deportes; desde entonces nació el sobrenombre de los diablos rojos. El Toluca cuenta además con otros apodos utilizados con menor frecuencia para referirse al equipo; tales como: los escarlatas por el color del uniforme o los choriceros, al ser el chorizo uno de los alimentos característicos de la ciudad de Toluca.
Es el quinto club con más afición en México con un porcentaje del 4.4% y el quinto club que genera más interés en los aficionados con un porcentaje de 5.3% según la Encuesta Nacional de Afición al Fútbol 2025 realizada por MITOFSKY.

## Datos del club

### Estadísticas del club
- Campeonato Estatal Mexiquense:
  - Temporadas: 11 (1918-1930).
  - Mejor posición: 1° (1918-19, 1920-1921 1921-22, 1924-25, 1927-28, 1928-29, 1929-30).
- Temporadas en Primera División: 99 (1954-presente).
- Mejor posición en Primera División
  - En torneos largos: 1° (1966-67, 1967-68).
  - En torneos cortos: 1° (Verano 1998, Verano 1999, Verano 2000, Apertura 2009, Apertura 2012, Clausura 2018, Clausura 2025).
- Temporadas en Segunda División: 3 (1950 - 1953).
  - Mejor posición 1° (1953).
- Finales por el título: 14 (1970-71, Verano 1998, Verano 1999, Verano 2000, Invierno 2000, Apertura 2002, Apertura 2005, Apertura 2006, Apertura 2008, Bicentenario 2010, Apertura 2012, Clausura 2018, Apertura 2022, Clausura 2025).
- Más puntos en un torneo largo:
- Más puntos en un torneo corto: 41 (Apertura 2002).
- Mayor cantidad de goles anotados:
  - En torneos largos:
  - En torneos cortos: 55 (Apertura 2002). (Récord del fútbol mexicano)
- Más juegos sin perder: (1966-67 - 1967-68).
- Más juegos sin empatar: 15 (1961-62).
- Más juegos sin ganar: 18 (1994-95).
- Más triunfos consecutivos: 9 (Clausura 2018); 5 (1961-62, 1969-70, 1970-71, 1977-78, 1991-92, Bicentenario 2010, Apertura 2012).
- Más juegos anotando: 24 (1957-58).
- Más juegos sin anotar: 6 (1977-78).
- Máximo goleador: José Saturnino Cardozo (258)
  - Máximo anotador en Liga y Liguilla: José Saturnino Cardozo (249 goles).
  - Máximo anotador en Liguillas: José Saturnino Cardozo (41 goles). (récord del fútbol nacional)
  - Máximo anotador en Finales de Liguilla: José Saturnino Cardozo (9 goles). (récord del fútbol nacional)
- Máximas goleadas conseguidas:
  - En competiciones nacionales:
    - Toluca 7-0 Puebla (Verano 2000), Toluca 7-0 Tigres (Apertura 2006).
    - Toluca 6-0 Tecos (Apertura 2002), Toluca 6-0 América (Apertura 2003), Toluca 7-1 Atlante (Apertura 2013).

  - En competiciones internacionales: Toluca 7-0 Marathon (Liga de Campeones de la Concacaf 2009-10).

- Máximas goleadas recibidas:
  - En competiciones nacionales:
    - Tampico Madero 7-2 Toluca (1988-89), América 7-2 Toluca (Apertura 2009).
    - Tigres 6-0 Toluca (Clausura 2005), Toluca 1-6 Morelia (Clausura 2011), CF Mérida 6-1 Toluca (Copa MX Clausura 2015).

  - En competiciones internacionales: Cúcuta Deportivo 5-1 Toluca (Copa Libertadores 2007), Nacional 4-0 Toluca (Copa Libertadores 2013), San Pablo 4 - Toluca 0 (Copa Libertadores 2016).
- Máximos ganadores:
  - Jugador:
    - Hernán Cristante (ocho títulos): cinco Ligas (Verano 1999, Verano 2000, Apertura 2002, Apertura 2005, Apertura 2008), dos Campeón de Campeones (2002-03, 2005-06), una Copa de Campeones (2003).
    - Sinha (ocho títulos): cinco Ligas (Verano 2000, Apertura 2002, Apertura 2005, Apertura 2008, Bicentenario 2010), dos Campeón de Campeones (2002-03, 2005-06), una Copa de Campeones (2003).

  - Entrenador: Enrique Meza (3 títulos): (Verano 1998, Verano 1999, Verano 2000).
  - Presidente: Rafael Lebrija Guiot (5 títulos): (Verano 1998, Verano 1999, Verano 2000, Apertura 2002, Apertura 2005)
- Mayor tiempo sin recibir gol: Hernán Cristante, 772 minutos (Apertura 2008). (Récord del fútbol mexicano)
- Mejor inicio de liga: Clausura 2009 (12 partidos invicto).
- Clasificaciones consecutivas a la liguilla: 7 (Invierno 2001, Verano 2002, Apertura 2002, Clausura 2003, Apertura 2003, Clausura 2004 y Apertura 2004).
- Mayor goleada en una liguilla (marcador global): Toluca 9 - 0 Puebla (Verano 2000). (Récord del fútbol mexicano)
- Mayor goleada en una final (marcador global): Toluca 7 - 1 Santos Laguna (Verano 2000). (Récord del fútbol mexicano)
- Menos derrotas en un torneo regular: 1 (Invierno 1998 y Clausura 2009).
- Mayor racha de partidos invicto: 12 (Clausura 2009).
- Mejor diferencia de goles en un torneo corto: +30 (Apertura 2002). (récord del fútbol nacional)

### Goles históricos
| Anotación                  | Jugador              | Rival                    | Resultado       | Temporada                |
| -------------------------- | -------------------- | ------------------------ | --------------- | ------------------------ |
| Gol 1 en la liga           | Carlos Carús         | Club de Fútbol Atlante   | Victoria de 2-1 | Temporada 1953-54        |
| Gol 500 en liga            | Vicente Pereda       | Deportivo Guadalajara    | Victoria de 3-2 | Temporada 1964-65        |
| Gol 1000 de liga           | Italo Estupiñán      | Atlético Potosino        | Victoria de 2-0 | Temporada 1974-75        |
| Gol 1500 en liga           | Odelio Olmedo        | Deportivo Guadalajara    | Victoria de 2-1 | Temporada 1984-85        |
| Gol 2000 en la liga        | Carlos María Morales | Club Tecos de la U.A.G   | Victoria de 2-1 | Temporada 1995-96        |
| Gol 2500 en la liga        | Vicente Sánchez      | Atlas de Guadalajara     | Victoria de 5-1 | Verano 2002              |
| Gol 3000 en la liga        | Héctor Mancilla      | Pachuca Club de Fútbol   | Derrota de 3-1  | Clausura 2009            |
| Gol 1 en Concacaf          | Amaury Epaminodas    | New York Greek-Americans | Victoria de 4-1 | Copa de Campeones 1968   |
| Gol 1 en Conmebol          | Francisco Linares    | Estudiantes de la Plata  | Victoria de 2-1 | Copa Interamericana 1968 |
| Gol 500 en Torneos cortos  | Rafael García        | Veracruz                 | Empate de 1-1   | Apertura 2002            |
| Gol 1000 en Torneos cortos | Vladimir Marín       | Indios de Ciudad Juárez  | Victoria de 3-0 | Torneo Bicentenario 2010 |
| Gol 1500 en Torneos cortos | Alexis Canelo        | Club América             | Victoria de 3-2 | Clausura 2019            |

### Campeones de Goleo
| Jugador            | Torneo                             | Goles |
| ------------------ | ---------------------------------- | ----- |
| Amaury Epaminondas | Primera división de México 1966-67 | 21    |
| Vicente Pereda     | Primera división de México 1969-70 | 20    |
| José Cardozo       | Verano 1998                        | 10    |
| José Cardozo       | Verano 1999                        | 15    |
| José Cardozo       | Apertura 2002                      | 29    |
| José Cardozo       | Clausura 2003                      | 21    |
| Bruno Marioni      | Apertura 2006                      | 11    |
| Héctor Mancilla    | Apertura 2008                      | 11    |
| Héctor Mancilla    | Clausura 2009                      | 14    |
| Iván Alonso        | Apertura 2011                      | 11    |
| Iván Alonso        | Clausura 2012                      | 14    |
| Pablo Velázquez    | Apertura 2013                      | 12    |
| Alexis Canelo      | Clausura 2021                      | 11    |
| Paulinho           | Apertura 2024                      | 13    |
| Paulinho           | Clausura 2025                      | 12    |

| Jugador           | Torneo            | Goles |
| ----------------- | ----------------- | ----- |
| Carlos Carús      | Temporada 1960–61 | 7     |
| Vicente Pereda    | Temporada 1966–67 | 5     |
| Francisco Linares | Temporada 1967–68 | 7     |
| Jesús Romero      | Temporada 1969–70 | 4     |
| Edgar Benítez     | Apertura 2012     | 5     |
| Fernando Uribe    | Apertura 2016     | 6     |
| Alexis Canelo     | Clausura 2018     | 7     |
| Kevin Castañeda   | Temporada 2019–20 | 7     |

| Jugador            | Torneo                            | Goles |
| ------------------ | --------------------------------- | ----- |
| Mateo de la Tijera | Liga de Ascenso de México 1952–53 | 22    |

| Jugador            | Torneo                                   | Goles |
| ------------------ | ---------------------------------------- | ----- |
| Amaury Epaminondas | Copa de Campeones de la Concacaf 1968    | 3     |
| Vicente Pereda     | Copa de Campeones de la Concacaf 1972    | 2     |
| Raúl Nava          | Liga de Campeones de la Concacaf 2013-14 | 7     |

## Uniforme

### Evolución del uniforme
| Primera equipación | (Ver evolución) | Uniforme Actual |

- 1917: El uniforme estuvo a cargo por Joaquín Lajous pero fue diseñado por Román Ferrat y difiere mucho del actual: Camiseta blanca, pantalón azul oscuro con una franja blanca vertical, medias azul oscuro.

- 1925: El uniforme sufre una modificaciòn, aparece una franja azul a lo ancho del tórax y el tradicional escudo con las letras «CDT» en color rojo en el pecho.

- 1929: La camiseta se tiñe de rojo en su totalidad y el pantaloncillo se torna blanco, sin embargo, el escudo abandona el atuendo, este uniforme solo es utilizado para un juego contra el «A.D.O.» de Orizaba.

- 1930: El equipo aparece con camiseta roja y pantaloncillo azul, pero continúa sin el escudo.

- 1932: El uniforme se modifica una vez más, esta vez no por razones estéticas, sino más bien por los problemas económicos que aquejaban al club, por lo que a partir de ese año el Deportivo Toluca lució camiseta roja y pantaloncillo blanco con medias rojas, el escudo aún estaba ausente del atuendo mexiquense.

- 1932 - 1997: El Deportivo Toluca lo utilizó durante muchos años: Camiseta roja, pantalón blanco, medias rojas. Actualmente este uniforme (retro) es utilizado en competencias internacionales como la Liga de Campeones de la Concacaf, la Copa Sudamericana y la Copa Libertadores.

- 1998 - 2010: El uniforme del Deportivo Toluca se torna todo en color rojo: Camiseta roja, pantalón rojo, medias rojas. Este uniforme es utilizado a partir del torneo Verano 98, curiosamente cuando el Toluca después de 23 años logra coronarse nuevamente. Tuvo 3 patrocinadores durante este periodo: Corona Sport, Diadora y atlética (siendo esta última marca con la que más veces se coronó en este periodo de tiempo).

- 2010 - 2011: El Club Deportivo Toluca termina relaciones con atlética y cambia a Under Armour; continúa jugando con pantaloncillo rojo, sin embargo la camiseta sufre una modificación; aunque se mantiene la base en rojo, aparece una franja horizontal blanca a la altura del pecho.

- 2011 - 2012: La camiseta continúa con la marca deportiva Under Armour. El diseño consta de 4 líneas paralelas en forma de "V" con el escudo a la derecha y el logo de la marca a la izquierda. Los pantaloncillos se mantienen rojos al igual que las calcetas.

- 2012 - 2013: Esta vez, Under Armour propone un diseño innovador al equipo. Franjas blancas en los brazos y una franja color vino en el pencho con un diseño de trinches incrustados en forma de zig-zag. Los pantaloncillos y las calcetas mantienen los colores rojos. En la Copa Libertadores 2013, el Deportivo Toluca utilizó un jersey negro con una franja blanca en la altura del pecho.

- 2013 - 2014: Retomando valores clásicos de las camisetas del Deportivo Toluca, Under Armour lanza una colección clásica, recordando las camisetas de los 00's. Una franja delgada en color blanco que rodea el cuello en forma de "v" y otro par que rodea las mangas. Por primera vez desde que la marca estadounidense patrocina al equipo, el Toluca lanza un jersey con escudo "retro" de la época de los 60's en color gris para la disputa del torneo de campeones de la Concacaf.

- 2014 - 2015: Como homenaje a los aficionados que alientan desde la tribuna de Sol del estadio Nemesio Díez, la marca Under Armour hace una camiseta con un diseño sublimado en la parte frontal y trasera con el aspecto de dicha zona del recinto escarlata. El diseño se repite en las mangas de la camisa de visita, y en la parte interior del cuello de los jerséis. Nuevamente, se lanza una camiseta "retro", en esta ocasión de color negro, como tercera opción de uniforme.

- 2015 - 2016: El jersey rojo presenta una franja blanca que va desde la parte media del pecho hasta la altura de los hombros, cubriendo la zona del escudo y la marca que confecciona la playera. El cuello y mangas van en el mismo tono de rojo, con una pequeña franja sobre el corte de la manga en color blanco. La playera de visita usa un estilo más conservador, aplicando mangas en rojo y una leve franja en el mismo tono en la parte baja de la playera, cubriendo los costados. La tercera opción va en morado, repitiendo el diseño de la local, pero con púrpura como color principal y negro como secundario, aplicando detalles en blanco, y usando un escudo "retro".

|  |  |  |  |  |  |  |  |

### Uniformes actuales
- Uniforme local: Camiseta roja con detalles en carmin y rojo claro con cuello semiredondo en blanco, pantalón rojo y medias rojas con una franja negra con 2 líneas blancas.
- Uniforme visitante: Camiseta blanca con líneas en rosa y color gris y cuello redondo en rojo y negro, pantalón blanco y medias blancas con una franja roja con 2 líneas negras.
- Uniforme alternativo: Camiseta azul rey, con triángulos en azul obscuro y azul claro, short en azul obscuro y medias en azul obscuro y triángulos en azul rey.

| Primer Uniforme | Segundo Uniforme | Tercer Uniforme |

### Uniformes de Porteros
| Primer Uniforme | Segundo Uniforme | Tercer uniforme | Cuarto uniforme | 2025 VS Mazatlan y Leon |

### Uniformes anteriores
- 2023-2024

| Primer Uniforme | Segundo Uniforme | Tercer Uniforme |

Uniformes de portero
| Primer Uniforme | Segundo Uniforme | Tercer uniforme | 2023 vs Puebla | Cuarto Uniforme |

- 2022-2023

| Primer Uniforme 2022 | Primer Uniforme 2023 | Segundo Uniforme | Tercer Uniforme |

Uniformes de portero
| Primer Uniforme | Segundo Uniforme | Tercer Uniforme | Cuarto Uniforme |

- 2021-2022

| Primer Uniforme | Segundo Uniforme | Tercer Uniforme | 2022 vs Guadalajara |

Uniformes de portero
| Primer Uniforme | Primer Uniforme 2 | Segundo Uniforme | Tercer Uniforme |

- 2021

| Primer Uniforme | Segundo Uniforme | Tercer Uniforme | vs Guadalajara |

Uniformes de portero
| Primer Uniforme | Segundo Uniforme | vs Santos Laguna | vs Atlético San Luis |

- 2019-2020

| Primer Uniforme | Segundo Uniforme | Tercer Uniforme | 2020 vs Tijuana | 2020 vs Santos Laguna |

Uniformes de portero
| Primer Uniforme | Segundo Uniforme | Tercer Uniforme | 2019 vs Veracruz, 2020 vs Necaxa |

- 2018-2019

| Primer Uniforme | Segundo Uniforme | Tercer Uniforme | 2018 vs Monterrey, 2019 vs Kansas City | 2018 vs Atlas |

Uniformes de portero
| Primer Uniforme | Segundo Uniforme | Tercer Uniforme |

- 2017-2018

| Primer Uniforme | Segundo Uniforme | Tercer Uniforme | Especial vs UNAM 2017 |

- 2016-2017

| Primer Uniforme | Segundo Uniforme | Tercer Uniforme | 2016 vs Monterrey |

- 2015-2016

| Primer Uniforme | Segundo Uniforme | Tercer Uniforme | 2016 vs San Lorenzo | Copa Libertadores 2016 |  | 2015 vs Atlas |

Uniformes de portero
| Primer Uniforme | Segundo Uniforme | Tercer Uniforme |

- 2014-2015

| Primer Uniforme | Segundo Uniforme | Tercer Uniforme |  | 2014 vs Atlas |

- 2013-2014

| Primer Uniforme | Segundo Uniforme | Tercer Uniforme |

Uniformes de portero
| Primer Uniforme | Segundo Uniforme |

- 2012-2013

| Primer Uniforme | Segundo Uniforme | Tercer Uniforme | Especial Copa Libertadores | vs Boca Juniors 2013 |  |

- 2011-2012

| Primer Uniforme | Segundo Uniforme | Tercer Uniforme |

- 2010-2011

| Primer Uniforme | Segundo Uniforme | Tercer Uniforme |  | Concachampions 2010-11 |

### Indumentaria y Patrocinador
| Indumentaria |               |
| \| Periodo \| Proveedor \| \| ----------- \| ------------- \| \| 1980 - 1990 \| Adidas \| \| 1991 - 1992 \| Eder \| \| 1993 - 1994 \| Umbro \| \| 1994 - 1998 \| Corona Sports \| \| 1999 - 2000 \| Diadora \| \| 2000 - 2010 \| Atlética \| \| 2010 - 2023 \| Under Armour \| \| 2023 - \| New Balance \| |               |
| Periodo | Proveedor     |
| 1980 - 1990 | Adidas        |
| 1991 - 1992 | Eder          |
| 1993 - 1994 | Umbro         |
| 1994 - 1998 | Corona Sports |
| 1999 - 2000 | Diadora       |
| 2000 - 2010 | Atlética      |
| 2010 - 2023 | Under Armour  |
| 2023 - | New Balance   |

| Patrocinadores |                        |
| \| Periodo \| Patrocinador Principal \| \| ----------- \| ---------------------- \| \| 1993 - 2000 \| Victoria \| \| 2001 - 2020 \| Banamex \| \| 2021 - \| Roshfrans \| |                        |
| Periodo | Patrocinador Principal |
| 1993 - 2000 | Victoria               |
| 2001 - 2020 | Banamex                |
| 2021 - | Roshfrans              |

## Diablos Rojos TV
Diablos Rojos TV es un programa oficial del Deportivo Toluca, el cual inició transmisiones el 2 de diciembre del 2009 a través de Televisión Mexiquense. Diablos Rojos TV se transmite todos los jueves en punto de las 19:00 bajo la conducción de Enrique Ballesteros y Luz Ramos.
El programa fue inaugurado por Fernando Corona Álvarez acompañado por Vicente Pereda Mier (segundo máximo anotador de la historia toluqueña) y Antonio Naelson Sinha. También fue lanzado un sitio web oficial del programa, en el que se presentan videos, imágenes y audio referentes al programa; cabe señalar que a partir del 2010 el programa oficial del Deportivo Toluca comenzó a ofrecer sus transmisiones a través de internet con el objetivo de dar mayor difusión al programa.

## Jugadores

### Plantilla: Clausura 2025
- De acuerdo con los reglamentos vigentes, de competencia de la Liga MX (2025-26) y de participación por formación de la FMF (2021), los equipos de la primera división están limitados a tener registrados en sus planteles un máximo de nueve jugadores no formados en México (NFM), de los cuales solo ocho pueden ser convocados por partido y únicamente siete podrán tener participación. Esta categoría de registro, no solo incluye a los extranjeros, sino también a los mexicanos por naturalización. Los jugadores que obtengan su carta de naturalización durante el torneo, permanecerán con el registro de su nacionalidad de origen hasta el certamen siguiente; no obstante, si un jugador naturalizado participa de un partido de competencia oficial con la selección mexicana, podrá ser registrado como «formado en México» para la campaña siguiente.[42][43]
- En virtud de lo anterior, la nacionalidad expuesta aquí, corresponde a la del registro formal ante la liga, indistintamente de otros criterios como doble nacionalidad, la mencionada naturalización o la representación de un seleccionado nacional distinto al del origen registrado.
- En cumplimiento de lo dispuesto por el artículo 28 del reglamento de competencia, los clubes deberán acumular un mínimo de 1170 minutos jugados por elementos formados en México (FM), nacidos a partir del 1 de enero de 2003; para ello, y de conformidad con los artículos 8, 9 y 10, podrán utilizar jugadores de sus equipos de categorías menores que participan en las Ligas de Fuerzas Básicas; o en caso de tenerlas, de sus filiales de Liga de Expansión, Liga Premier y Liga TDP. Todo lo anterior con el formato de «carnet único», es decir, la autorización formal de la FMF para jugar en todos los equipos ligados a la misma institución. Por lo cual, para los efectos de esta tabla, solo aparecerán los jugadores registrados en la fuente principal (sitio oficial de la Liga MX) para el primer equipo, y no aquellos que en el lapso del certamen disputen partidos para cumplir la regla de menores, sin estar inscritos en el plantel principal.[44]

### Altas y Bajas: Apertura 2025
| Altas          | Altas         | Altas                     | Altas           |
| Jugador        | Posición      | Procedencia               | Tipo            |
| -------------- | ------------- | ------------------------- | --------------- |
| Hugo González  | Portero       | Mazatlán Fútbol Club      | Préstamo        |
| Mauricio Isaís | Defensa       | Club León                 | Fin de préstamo |
| Nicolás Castro | Mediocampista | Elche Club de Fútbol      | Traspaso        |
| Fernando Arce  | Mediocampista | Club Puebla               | Préstamo        |
| Santiago Simón | Mediocampista | Club Atlético River Plate | Traspaso        |

| Bajas             | Bajas     | Bajas                  | Bajas                 |
| Jugador           | Posición  | Destino                | Tipo                  |
| ----------------- | --------- | ---------------------- | --------------------- |
| Pau López         | Portero   | Real Betis Balompié    | Rescisión de contrato |
| Brian García      | Defensa   | Club de Fútbol Pachuca | Préstamo              |
| Emiliano Freyfeld | Defensa   | Club Deportivo Tapatío | Traspaso              |
| Abraham Villegas  | Defensa   | Club Deportivo Tapatío | Traspaso              |
| Isaías Violante   | Delantero | Club América           | Traspaso              |
| Iván López        | Delantero | Tigres de la UANL      | Préstamo              |

### Jugadores propiedad en préstamo
| Ánderson Duarte | Delantero     | Mazatlán Fútbol Club      |
| Frankie Amaya   | Mediocampista | Los Ángeles Football Club |
| Brian García    | Defensa       | Club de Fútbol Pachuca    |
| Iván López      | Delantero     | Tigres de la UANL         |

### Jugadores internacionales
Nota: en negrita jugadores parte de la última convocatoria en la correspondiente categoría.
| Selección | Categoría | Jugador(es)                                                                           |
| --------- | --------- | ------------------------------------------------------------------------------------- |
| México    | Absoluta  | Alexis Vega, Jesús Gallardo, Marcel Ruiz, Ricardo Angulo, Héctor Herrera, Édgar López |
| Uruguay   | Absoluta  | Bruno Méndez                                                                          |
| Portugal  | Absoluta  | Paulinho                                                                              |
| Paraguay  | Absoluta  | Robert Morales                                                                        |

## Entrenadores

### Entrenadores campeones
| - Segunda División de México - Tomás Fábregas: Temporada 1952-53. - Campeón de Campeones de la Segunda División de México - Tomás Fábregas: Temporada 1952-53. - Primera División de México - Ignacio Trelles: Temporada 1966-67 y 1967-68. - Ricardo de León: Temporada 1974-75. - Enrique Meza: Verano 1998 Verano 1999 y Verano 2000. - *Alberto Jorge: Apertura 2002. - Américo Gallego: Apertura 2005. - José Manuel de la Torre: Apertura 2008 y Bicentenario 2010 - Antonio Mohamed: Clausura 2025 - Copa México - Fernando Marcos González: Temporada 1955-56. - Héctor Sanabria: Temporada 1988-89. | - Campeón de Campeones - Ignacio Trelles en (1967 y 1968). - Ricardo Ferretti en (2002-03). - Américo Rubén Gallego en (2005-06). - Antonio Mohamed en (2024-25). - Torneos Internacionales - Ignacio Trelles: (1968) Copa de Campeones de la Concacaf. - Ricardo Ferretti: (2003) Copa de Campeones de la Concacaf. |

(*) Solo dirigió los partidos de Semifinal y Final, el torneo fue dirigido por Ricardo La Volpe (hasta la fecha 15) y Wilson Graniolatti (hasta los Cuartos de final).

## Presidentes destacados

### Luis Gutiérrez Dosal
- Llegó al Deportivo Toluca en 1953 por la invitación de José Ramírez Ruíz para tomar las riendas del equipo, ocupando el puesto de presidente en julio de ese mismo año.
- Es considerado como el primer “Gran Mecenas” del equipo, destacándose por la adquisición del “Campo Patria”, el cual se convertiría en el primer estadio del Deportivo.
- Encabezó y financió las obras de ampliación del estadio y la Casa Club, inaugurando formalmente “La Bombonera” el 8 de agosto de 1954 ante el Dynamo de Yugoslavia.
- Bajo su tutela el Deportivo Toluca conquistó el título de Copa en mayo de 1956, siendo el primer título oficial del Deportivo Toluca como equipo de Primera División.
- Falleció el 24 de junio de 1959 tras 6 años de solventar económicamente al Deportivo Toluca, en su honor el Estadio “La Bombonera" pasó a llamarse como el directivo.

### Nemesio Díez Riega
- Nemesio Díez Riega, nació en Portilla de la Reina, León, España, el 19 de diciembre de 1909 y llegó a México a los 13 años de edad.
- El Real Club España fue su primer equipo de batalla, se dio de alta como socio del equipo, del cual años más tarde sería miembro de su Consejo Directivo
- En 1959 Nemesio aceptó la sugerencia del presidente Adolfo López Mateos y adquirió al Club Toluca junto con el estadio que hoy lleva su nombre.
- Antes de fallecer, fue objeto de un justo reconocimiento, luego que en un día histórico para su equipo el estadio "La Bombonera" cambió de nombre por séptima ocasión para llevar ahora el del empresario.
- Bajo la presidencia de Díez el Deportivo Toluca consiguió el bicampeonato en las temporadas 66-67 y 67-68.

### Rafael Lebrija Guiot
- Presidente del Deportivo Toluca de 1996 a 2007.
- Logra el resurgimiento del Club después de 23 años de no ganar un título.
- Bajo la dirección de Lebrija, Toluca demostró ser el mejor equipo de los Torneos Cortos.
- Fue Presidente de la Primera División.
- Fue Presidente de los Coyotes del Neza.
- Bajo la presidencia de Rafael Lebrija el Deportivo Toluca conquistó 5 títulos de liga Verano 1998, 1999, 2000, Apertura 2002 y 2005.

### Fernando Corona Álvarez
- Presidente de los Diablos Rojos del Toluca desde 2008 a 2010 (3a etapa) es un hombre ligado al fútbol y al deporte en general.
- Coordinador de Selecciones nacionales de Fútbol en las Copas del Mundo de 1954, 1958, 1962, 1966, 1970 y 1978.
- Fue Miembro del Comité Ejecutivo de la Federación Mexicana de Fútbol.
- Se desempeñó como Jefe de la Delegación Mexicana de los Juegos Olímpicos de Barcelona, Atlanta, Sídney y Atenas.
- Miembro del Salón de la Fama del Deporte Mexiquense desde el 25 de agosto de 2005
- En su primera etapa como presidente (1972 a 1977), el Deportivo Toluca logra su tercer título de liga en la Temporada 74-75, en la tercera etapa de Corona el equipo consigue el Apertura 2008 y el Torneo Bicentenario 2010, su noveno y décimo título de liga, respectivamente.
- Recientemente destituido por Santiago Velasco Monroy
- Nombrado el 12 de noviembre de 2011, de nuevo como presidente del equipo, siendo la cuarta ocasión en que ocupa el puesto.
- Abandona el cargo de presidente en 2013 debido a problemas de salud, siendo sustituido por Jesús Vallejo.

### Lista de presidentes
| Nombre                   | Período         | Nombre                   | Período   |
| ------------------------ | --------------- | ------------------------ | --------- |
| Manuel Henkel            | 1917-1919       | Román Ferrat Alday       | 1919-1928 |
| Fernando Barreto         | 1928-1936       | Fernando Torres          | 1936-1944 |
| Ignacio Longares         | 1944-1945       | Samuel Martínez García   | 1945-1951 |
| José Ramírez Ruiz        | 1951-1953       | Luis Gutiérrez Dosal     | 1953-1956 |
| Enrique Enríquez         | 1956-1963       | Alfonso Lechuga          | 1963-1964 |
| Santiago Velasco Ruíz    | 1964-1966       | Eduardo Monrroy Cárdenas | 1966-1969 |
| Alfonso Faure            | 1969-1970       | Javier Maawad Albarrán   | 1970-1972 |
| Fernando Corona Álvarez  | 1972-1977       | Germán Sánchez Fabela    | 1977-1980 |
| Ernesto Nemer Naime      | 1980-1981       | Jesús Fernández del Cojo | 1981-1983 |
| Germán Sánchez Fabela    | 1983-1984       | Jesús Fernández del Cojo | 1984-1985 |
| Fernando Corona Álvarez  | 1985-1986       | Germán Sánchez Fabela    | 1986-1987 |
| Kurt Visetti Vogelbach   | 1987-1989       | Antonio Mañón            | 1989-1992 |
| José Antonio Roca García | 1992-1993       | Jesús Fernández del Cojo | 1993-1995 |
| Sergio Peláez Farell     | 1995-1997       | Rafael Lebrija Guiot     | 1997-2007 |
| Fernando Corona Álvarez  | 2007-2010       | Santiago Velasco         | 2010-2011 |
| Fernando Corona Álvarez  | 2011-2013       | Jesús Vallejo            | 2013-2015 |
| Jaime León               | 2015-2017       | Francisco Suinaga        | 2017-2023 |
| Arturo Pérez Arredondo   | 2024-actualidad |                          |           |

## Palmarés

### Torneos oficiales
| Competición nacional                                        | Títulos | Subcampeonatos                                                                                       |
| ----------------------------------------------------------- | --- | --- |
| Primera División de México (11/8)                           | 1966-67, 1967-68, 1974-75, Verano 1998, Verano 1999, Verano 2000, Apertura 2002, Apertura 2005, Apertura 2008, Bicentenario 2010, Clausura 2025 | 1956-57, 1957-58, 1970-71, Invierno 2000, Apertura 2006, Apertura 2012, Clausura 2018, Apertura 2022 |
| Copa México (2/2)                                           | 1955-56, 1988-89. | 1960-61, Clausura 2018                                                                               |
| Campeón de Campeones (5/3)                                  | 1966-67, 1967-68, 2002-03, 2005-06, 2024-25. | 1955-56, 1974-75, 1988-89.                                                                           |
| Segunda División de México (1/0)                            | 1952-53. | |
| Campeón de Campeones de la Segunda División de México (1/0) | 1952-53. | |

| Competición internacional              | Títulos     | Subcampeonatos       |
| -------------------------------------- | ----------- | -------------------- |
| Liga de Campeones de la Concacaf (2/3) | 1968, 2003. | 1998, 2006, 2013-14. |
| Copa Interamericana (0/1)              |             | 1968.                |

### Época Amateur
- Campeonato Estatal Mexiquense. (14): 1918-19, 1920-21, 1924-25, 1926-27, 1927-28 1928-29, 1931-32, 1932-33, 1934-35, 1936-37, 1939-40, 1943-44, 1944-45 1945-46.
- Liga Mayor de Fútbol. (6): 1933-34, 1935-36, 1937-38, 1938-39, 1942-43, 1943-44.
- Liga Mayor de Primera Fuerza. (1): Temporada 1941-42.
- Liga Mayor de Segunda Fuerza. (1): Temporada 1940-41.
- Liga Mayor de Tercera Fuerza. (1): Temporada 1946-47.
- Liga Menor de Fútbol. (1): Temporada 1942-43.
- Campeonato Nacional Amateur. (1): Temporada 1935-36.
- Campeonato de Reservas. (1): Temporada 1945-46.
- Liga Municipal de Toluca. (1): Temporada 1950-51.

### Torneos nacionales amistosos
- Torneo Jarrito de Oro (1): 1956.
- Copa Orgullosamente Mexiquense (1): 1998.
- Copa Chihuahua-El Heraldo (1): 2008.
- Torneo Héctor Barraza (1): 2010.
- Copa Centenario de la UNAM (1): 2010.
- Torneo Nacional de Fútbol SPK (1): 2011.
- 75 Aniversario IPN (1): 2011.
- Copa Guadalajara (1): 2011.
- Copa Toluca 500 (1): 2019.
- Copa del Pacífico (1): 2025.

### Torneos internacionales amistosos
- III Torneo Pentagonal Internacional de la Ciudad de México (1): 1960.
- Cuadrangular Internacional de Singapur (1): 1999.
- Trofeo Hispanomexicano (1): 2003.
- Uniendo equipos ampliando fronteras (1): 2008.
- México-Sudáfrica (1): 2008. Sub-15
- Copa Gothia (1): 2011. Sub-15
- American Family Insurance Cup (1): 2023.

### Reconocimientos
El Club Deportivo Toluca ha ganado varios premios del balón de oro que otorga la Federación Mexicana de Fútbol año con año desde 1975.

## Rivalidades

### Clásico mexiquense
El Clásico mexiquense es un derbi disputado en el Estado de México entre el Club Deportivo Toluca y los Toros Neza; cuyo origen se encuentra en la rivalidad que existió entre el Deportivo Toluca y el Club Deportivo Coyotes Neza en la década de los 70s al ser ambos equipos del Estado de México.
Sus inicios se dieron durante 1978 cuando el Club de Fútbol Laguna fue vendido y trasladado a la ciudad de Nezahualcóyotl, Estado de México; sede, del Club Deportivo Toluca.
Fue celebrado durante 10 años hasta la desaparición de Coyotes Neza en 1988 cuando fue trasladado a Tamaulipas bajo el nombre de Correcaminos de la UAT. En 1988 en un intento por revivir a los Coyotes Neza; los Correcaminos regresaron a Ciudad Neza bajo el nombre de Potros Neza, no obstante el proyecto fracasaría y el equipo terminaría convirtiéndose en la filial del Club Atlante.
A pesar de la gran rivalidad que se tenía entre el Deportivo Toluca y los Deportivo Coyotes Neza, no fue hasta 1993 cuando surgió el Clásico Mexiquense tras el ascenso de la Universidad Tecnológica de Neza y la fundación de los Toros Neza.
La nueva rivalidad entre Toluca y Toros, que emulaba a la añeja rivalidad que existía entre el Deportivo Toluca y Coyotes Neza; resurgió con más fuerza, llegándose a disputar la Copa Orgullosamente Mexiquense, en una serie de 3 partidos ganados por el Deportivo Toluca en 1998.
La rivalidad permaneció hasta finales de la década de los 90; cuando el presidente y propietario de Toros, Juan Antonio Hernadez Venegas anuncia un cambio de sede que culminaría con la desaparición del equipo y por ende del Clásico Mexiquense hasta 2010 con la reaparición de los Toros Neza en la Liga de Ascenso.
En diciembre de 2010 el Grupo Salinas entonces propietario de Monarcas Morelia y Venados de Mérida anunció un intercambio de sedes entre los Venados y los Potros UTN, propiedad de Grupo Pegasso, adquiriendo la plaza de Ciudad Neza para fundar nuevamente a los míticos Toros Neza, bajo el nombre de Neza FC. A pesar de ello, el clásico mexiquense no se volvería a disputar, pues en el año 2013 se anuncia que la franquicia de Neza migraría a la Ciudad del Carmen, Campeche para crear a los Delfines Fútbol Club, el 20 de mayo del mismo.
En marzo del 2014, se anuncia que los Toros Neza regresarán a la Segunda División de México con su tradicional nombre. Con ello, existe la posibilidad de que ambos equipos disputen amistosos, y el clásico mexiquense se vuelva a jugar.

## Filiales

### Atlético Mexiquense
El Atlético Mexiquense fue un equipo que compitió en la segunda categoría del fútbol mexicano, la Primera División A, lo que vendría a ser hoy el Ascenso MX. Fue fundado oficialmente para la Temporada de Invierno de 1997 tras adquirir la franquicia del Atlético Hidalgo y convertirla en la filial del Club Deportivo Toluca. Durante mucho tiempo jugó en la ciudad de Toluca, posteriormente se mudó a la ciudad de Ixtapan de la Sal para jugar en el Estadio Ixtapan 90 y, finalmente, regresó a jugar a la ciudad de Toluca en el torneo de Apertura 2008.
Su máximo logró fue el subcampeonato en el Apertura 2004 bajo la dirección de Pablo Luna, perdiendo la final frente al Club San Luis. En aquel Mexiquense se encontraban los mexicanos Armando Mejía y Octavio Mira, el brasileño Douglas Caetano, el argentino Emanuel Ruíz y el uruguayo Enrique David Díaz, pero quienes más lograron trascender serían los mexicanos Jorge Oropeza (quien luego jugara en Albania y Ucrania), Arturo Albarrán (nacionalizado y seleccionado salvadoreño), el delantero finado Edgar García de Dios y, sobre todo, el creativo Diego de la Torre.
Por diversas razones, entre ellas por su condición de filial, algunos de los más grandes futbolistas de la época dorada de los "diablos" llegaron a disputar partidos con el Atlético Mexiquense (entre ellos se cuentan Darko Vukić, Antonio Naelson "Sinha", Fabián Estay, entre otros), asimismo los canteranos más sobresalientes de la década del 2000, como Edgar Dueñas, Cesar Lozano, Miguel Almazán, Francisco Gamboa, Carlos Esquivel, Diego de la Torre o Moisés Velasco, de igual forma -alcanzaron a jugar en el Atlético Mexiquense- la primera oleada de canteranos de la segunda década del nuevo milenio como Néstor Calderón, Isaac Brizuela, o Antonio Ríos.

### Toluca Premier
El Toluca Premier es una filial del Club Deportivo Toluca que, a partir del apertura 2015, juega en la Liga Premier de Ascenso, sin tener derecho a ascender. Su sede son las Instalaciones de Metepec, con capacidad para 1000 espectadores.
Junto a otros 16 equipos filiales de la Primera División de México, Toluca Premier forma parte de un proyecto conjunto para mejorar el rendimiento de la Liga Premier de Ascenso y darle seguimiento a jugadores mayores de 20 años. Por las anteriores razones no debe confundirse con el Atlético Mexiquense; pues aquel desapareció en el Clausura 2009 para reconvertirse en el equipo de fuerzas básicas "Toluca Sub-20", al mismo momento que la antigua Segunda División, entonces llamada Primera A, se renombró Ascenso MX.
Cabe hacer dos aclaraciones. 1) Aunque los grupos corresponden a una división regional indistinta entre filiales y clubes regulares, en la Liga Premier se juega dos liguillas: una para los equipos con derecho a ascender y otra para las equipos filiales. 2) Los jugadores inscritos en el Toluca Premier que poseen el carnet único pueden también jugar con el primer equipo, en Liga y Copa México; de la misma forma que los jugadores del primer equipo y la sub-20, que poseen el carnet único, pueden jugar en Toluca Premier.
Durante el apertura 2015 Toluca Premier fue integrado en el Grupo 2 junto con equipos del centro y occidente del país, en el cual también se encuentra Potros de la Universidad Autónoma del Estado de México, actual campeón de la Liga Premier, y con quien comparte además de la ciudad de Toluca algunos jugadores en calidad cesión. Al terminar el apertura 2015 el equipo quedó ubicado en los últumos lugares de la tabla general y no calificó a la liguilla de los equipos filiales. El primer enfrentamiento contra Potros de la Universidad Autónoma del Estado de México acabó 0-4 a favor del equipo universitario.
La plantilla de Toluca Premier para el apertura 2015 fue conformada por los porteros: López Salazar José Luis, Mercado Miranda Juan Pablo y Vilchis Arias Omar Addi; los defensores Martínez Martínez Miguel Ángel, Graniolati Abaid Wilson, Heredia Ávila Gerardo Josimar, Kotasek Montes Mario, Ramírez Hernández Ángel Arturo, Ocampo Guzmán Juan Félix de Jesús, Milla Vázquez Víctor Adrián, los mediocampistas Maciel Magaña Cristian, Díaz Leal Valdés Marco Polo, Hernández Sánchez José Ángel, Sánchez Sánchez Aarón David, Macias Guillén Uziel Eduardo, León Mateos Jaime Alejandro, López Contreras Brian y los atacantes Sánchez García José Andrés, Gutiérrez Castellanos Emmanuel, García Sandoval Andy Arnold. De entre todos, el único que había llegado a jugar con el primer equipo es Gerardo Josimar "El Tigre" Heredia. La dirección técnica es responsabilidad de José Edmundo Núñez. El máximo anotador de Toluca Premier en el apertura 2015 fue Diego Gama -jugador inscrito al primer equipo, con seis goles.

### Fuerzas Básicas
El fútbol mexicano profesional sufrió una reestructuración al final del Clausura 2009, momento en el cual la Primera División A se convirtió en la Liga de Ascenso. El cambio implicaba retirar de esta liga a todos los equipos filiales que no tenían derecho a ascender, por otro lado los equipos de primera división estaban obligados a tener un equipo Sub-20 y otro Sub-17; así fue como el Atlético Mexiquense dejó de existir y muchos de sus jugadores formaron parte del nuevo equipo rojo Sub-20, tan es así que el nombre oficial de la escuadra fue y sigue siendo Mexiquense Sub-20 y no Toluca Sub-20 como popularmente es conocido.
Desde que se instituyeron las fuerzas básicas Sub-20 y Sub-17, estas han nutrido al Deportivo Toluca de jugadores importantes. José Manuel "Chepo" de la Torre, y luego José Cardozo, recurrieron a la cantera en variadas ocasiones para reforzar al primer equipo o suplir alguna eventualidad.
Entre los jugadores que fueron promovidos por José Manuel de la Torre lograron la consolidación Néstor Calderón, Isaac Brizuela, y Antonio Ríos (todos ellos llegaron a jugar en los últimas temporadas del Atlético Mexiquense junto a Diego de la Torre y Moisés Velasco). Cerca de la consolidación se encuentran sus compañeros Erbin Trejo y Miguel Ángel Centeno (estos últimos, junto a Néstor Calderón e Isaac Brizuela, participaron del proceso de selecciones juveniles que derivó en la medalla de oro de Londres 2012, aunque ninguno finalmente fue considerado entre los 18 seleccionados olímpicos). El proceso de los canteranos promovidos no fue continuado por Sergio Lugo (Auxiliar Técnico de "Chepo" de la Torre y su sucesor en la dirección técnica), por ello futbolistas como Raúl Nava, Carlos Galeana o los mismos Trejo y Centeno no lograron su consolidación.
Durante las direcciones técnicas de Graniolatti y Enrique Meza se dieron muy pocas promociones desde el Sub-20. Recuérdese el debut de Alexis Ochoa con el "Ojitos" Meza, jugador que actualmente se encuentra en la Liga Premier con los Potros de la UAEMEX. A la llegada de José Cardozo las promociones se restablecieron con el debut de Daniel "Bóxer" González (actualmente a préstamo en Jaguares de Chiapas, tras buenas temporadas en Liga Premier con Coyotes de Tlaxcala), sin embargo el único canterano que desde entonces logró su consolidación fue el potosino Jordán Silva (medalla de plata en los juegos panamericanos de Toronto 2015), aunque muy cerca de la consolidación se encuentran Alejandro Navarro, Jorge Sartiaguín y Diego Gama. Los últimos promovidos del sub-20 que han visto minutos con el primer equipo fueron Aldo Benítez, Gustavo Castillo y Diego Aguilar, mayoritariamente en Copa México.
Sin embargo, muchos otros canteranos no han corrido con la misma fortuna y han pasado a reforzar, temporalmente, equipos de la Liga Premier, el Ascenso Mx o incluso la LigaMX, entre ellos podemos mencionar a Alexis Ochoa, Daniel González Vega, Arturo Tapia, Juan Carlos Morales o Sergio Pérez, entre muchos otros (se espera que con el tiempo algunos de estos jugadores se incorporen al Toluca Premier y así puedan consolidarse). Un caso aparte, digno de mención, es el arquero Ernesto Sánchez Mena, quien después de haber cumplido con todas las categorías infantiles del Toluca, y haber probado suerte en la segunda división de Grecia, sufrió una lesión en la muñeca mientras alternaba entre el banquillo del primer equipo y la portería del Toluca Sub-20, lesión que finalmente le retiró por completo del fútbol profesional sin haber debutado.
Las Fuerzas Básicas del Club Deportivo Toluca, se encuentran dirigidas por Roberto Silva Parada. Según la filosofía de la institución; el Toluca tiene como prioridad el trabajar con elementos jóvenes que puedan sobresalir lo más pronto posible en la Primera División. El Deportivo Toluca cuenta con un equipo sub-20 y otro sub-17 que comparten el nombre del equipo; además de diversas escuelas de fútbol en todo el país.